# Alfredo Baquerizo
Alfredo Baquerizo Moreno (ur. 28 września 1859, zm. 20 marca 1951) – ekwadorski pisarz i polityk, autor prozy poetyckiej i przedstawiciel symbolizmu, członek Radykalnej Liberalnej Partii Ekwadoru, wiceprezydent w latach 1903–1906 oraz trzykrotny prezydent kraju: od sierpnia do września 1912, od września 1916 do sierpnia 1920 i od października 1931 do sierpnia 1932.